# Moon Man (2022)
Moon Man ist eine chinesische Science-Fiction-Komödie aus dem Jahr 2022 unter der Regie von Zhang Chiyu, der ebenfalls das Drehbuch schrieb.
Der Film ist eine Adaption der Webcomic-Serie Moon You des südkoreanischen Illustrators Cho Seok. Er erzählt die Geschichte des „letzten Menschen im Universum“, als ein Astronaut auf dem Mond gestrandet ist, nachdem ein Asteroid das Leben auf der Erde ausgelöscht zu haben scheint. Der Film wurde am 29. Juli 2022 in China uraufgeführt und spielte weltweit über 460 Millionen US-Dollar ein, was ihn zum weltweit zehnterfolgreichsten Film des Jahres 2022 macht.

## Handlung
Dugu Yue, ein ehemaliger Flugdynamikingenieur, wird als Wartungsmann für das Projekt United Nations Moon Shield (UNMS) eingestellt, eine von der chinesischen Regierung angeführte Operation, die die Erde vor einem Asteroiden namens „π“ schützen soll. Der Plan sieht vor, eine Gruppe neuer Superraketen namens Cosmic Strike Hammers einzusetzen, um den Asteroiden zu zertrümmern und dann den Mond zu nutzen, um die Erde vor seinen Fragmenten zu schützen. Acht Jahre nach ihrem Start zerschmettern die Cosmic Strike Hammers erfolgreich „π“; Eine der Raketen wurde jedoch durch einen Sonnensturm vom Kurs abgelenkt, wodurch einige der Asteroidenfragmente auf die UNMS-Mondstation zusteuerten. Die Einrichtung wird hastig evakuiert und im Chaos bleibt Yue versehentlich zurück. Als er zu spät ankommt, um an Bord der letzten Evakuierungsrakete zu gehen, wird er Zeuge, wie ein großes Fragment die Erde trifft und scheinbar die gesamte Menschheit auslöscht.
Yue betrachtet sich selbst als den einzigen Menschen, der noch übrig ist und verbringt seine Zeit damit, seine unerwiderte Schwärmerei für Ma Lanxing, seinen Basiskommandanten, auszuleben, ohne zu ahnen, dass einige UNMS-Mitarbeiter, einschließlich Lanxing selbst, ihn durch die Videoüberwachung der Station beobachtet haben. Ein Teil der Menschheit hat die Katastrophe in vorgefertigten unterirdischen Bunkern überlebt, aber die Lage der Erde wird durch eine globale Staubwolke, die die Strahlung der Sonne blockiert, verschlimmert. UMNS-Vorsitzender Sun Guangyang drängt darauf, einen öffentlichen Livestream-Link zum Sender einzurichten, um Yue als Vorbild darzustellen und so Hoffnung in der überlebenden Bevölkerung zu wecken. Da die Audioverbindungen zum Sender unterbrochen wurden, wird entschieden, Overdubbing und externe Erzählung hinzuzufügen.
Yue entdeckt, dass er Gesellschaft in Form eines temperamentvollen Roten Riesenkängurus namens „King Kong Roo“ hat, das von der UNMS-Forschungsabteilung zurückgelassen wurde. Daher gehen die ersten Versuche der UNMS, Yue als Überlebenskünstler darzustellen, auf komische Weise schief, als die beiden beginnen, sich um die Lebensmittelvorräte der Station zu streiten. Während einer kurzen Pause bemerkt Yue statische Geräusche, die ihn glauben lassen, dass einige Menschen auf der Erde noch am Leben seien. Er beschließt, einige Ausrüstungsgegenstände zu benutzen, die von einer 18., verlassenen Apollo-Mission übrig geblieben sind, um die UNMS-Raumstation in der Umlaufbahn des Mondes zu erreichen und eine Fluchtkapsel zu verwenden, um zur Erde zurückzukehren. Yue beginnt mit der Reparatur des Mondlanders, aber um den Start einzuleiten, benötigt er den ersten Strike Hammer-Prototyp, der in einer anderen Station bei Lacus Perseverantiae gelagert wird.
Yue und Kong beginnen mit einem solarbetriebenen Rover eine mehrwöchige Reise, um zum Prototyp zu kommen. Nachdem Yue den Atomsprengkopf fast zur Detonation gebracht hat, sperrt er Kong in einen separaten Wohnwagen, der sich jedoch löst und Kong gestrandet zurücklässt. Yue erkennt nach mehreren hundert Kilometern, dass sich der Wohnwagen vom Rover gelöst hat und beschließt daraufhin, die Strecke zurückzufahren und Kong zu retten. Da die Batterie des Rovers jedoch leer ist, als Yue und Kong wieder vereint sind, bereitet sich Yue auf den Untergang vor, bevor er erkennt, dass sie einen Schlitten aus der Luke des Rovers bauen können, um die letzte Etappe der Reise zu beenden.
Zurück auf der Station entdeckt Yue, dass die statischen Geräusche durch Kongs versehentliche Einmischung verursacht wurden, was ihn glauben lässt, dass er anscheinend von falschen Hoffnungen gelebt hat. Verzweifelt gibt er seine Bemühungen auf, aber Lanxing fordert die Überlebenden der Menschheit auf, ihm ein kombiniertes Lichtsignal zu senden und ihm so zu sagen, dass er nicht allein ist.
Mit erneuertem Selbstvertrauen stellt Yue vollen audiovisuellen Kontakt mit dem UNMS-Hauptquartier der Erde her, das ihm bei der Koordinierung seiner Reparaturbemühungen hilft. In einem privaten Moment gesteht Yue Lanxing, dass sie der einzige Grund für ihn war, sich für die UNMS-Mission anzuheuern, und ein zutiefst berührter Lanxing entschuldigt sich dafür, dass er ihn zurückgelassen hat. Yue beendet schließlich das Startmodul und erreicht die Mond-Raumstation, aber gerade in diesem Moment erfährt die UNMS, dass sich ein weiteres großes Fragment von „π“ mit der Bezeichnung „π+“ auf Kollisionskurs mit der Erde befindet und droht, alles Leben auf der Erde vollständig zu vernichten. Als Yue die Neuigkeiten hört, meldet er sich freiwillig, um seinen Lander in Richtung „π+“ zu führen, damit der Sprengkopf des Strike Hammers ihn zerstören kann, aber auf seinem Weg dorthin trifft er auf übrig gebliebene Trümmer von „π“, die den Motor der Rakete deaktivieren. Da er weiß, dass er die letzte Hoffnung der Menschheit ist, opfert er sich heldenhaft, indem er persönlich den Sprengkopf mit den Triebwerken seines Raumanzugs steuert und „π+“ zerstört.
Über zehn Jahre später, nachdem sich der Staub rund um den Globus auf natürliche Weise aufgelöst hat, hat sich die menschliche Zivilisation wieder aufgebaut und sogar begonnen, über das Niveau vor dem Aufprall hinauszugehen. Lanxing kehrt zur Mondstation zurück, wo sie sich vorstellt, von Yues Geist begleitet zu werden, und dabei beobachtet, wie sich die Überreste von „π+“ in einer stabilen Umlaufbahn um die Erde als Planetenring niederlassen.

## Rezeption
Douban, eine große chinesische Bewertungsseite für chinesische Medien, gab dem Drama eine Bewertung von 6,8 von 10 Punkten.